# Amphianthus natalensis
Amphianthus natalensis är en havsanemonart som beskrevs av Oscar Henrik Carlgren 1938. Amphianthus natalensis ingår i släktet Amphianthus och familjen Hormathiidae. Inga underarter finns listade i Catalogue of Life.